# Linda Patricia Perez Lopez
Linda Patricia Perez Lopez (Maracaibo, 9 luglio 1998) è un'atleta paralimpica cieca venezuelana specializzata nelle gare di velocità.

## Biografia
Non vedente, ha iniziato a praticare l'atletica leggera paralimpica nel 2017 insieme alla gemella Alejandra Paola Perez Lopez, ipovedente, e nel 2019 ha vestito la maglia della nazionale venezuelana ai Giochi parapanamericani di Lima, dove si è classificata quarta nei 100 e 200 metri piani T11 e ha conquistato la medaglia d'argento nei 400 metri piani T11. Poche settimane dopo, ai campionati mondiali paralimpici di Dubai è arrivata sesta nei 100 metri piani T11 e quinta nei 200 e 400 metri piani T11.
Nel 2021 ha preso parte ai Giochi paralimpici di Tokyo, dove ha concluso la gara dei 100 metri piani T11 con la medaglia d'oro e si è classificata quarta nei 200 e 400 metri piani T11.
Il suo atleta guida è Alvaro Luis Cassiani Herrera.

## Palmarès
| Anno | Manifestazione          | Sede  | Evento          | Risultato | Prestazione | Note                          |
| ---- | ----------------------- | ----- | --------------- | --------- | ----------- | ----------------------------- |
| 2019 | Giochi parapanamericani | Lima  | 100 m piani T11 | 4ª        | 12"74       |                               |
| 2019 | Giochi parapanamericani | Lima  | 200 m piani T11 | 4ª        | 26"78       |                               |
| 2019 | Giochi parapanamericani | Lima  | 400 m piani T11 | Argento   | 1'00"29     |                               |
| 2019 | Mondiali paralimpici    | Dubai | 100 m piani T11 | 6ª        | 12"62       |                               |
| 2019 | Mondiali paralimpici    | Dubai | 200 m piani T11 | 5ª        | 26"44       | Miglior prestazione personale |
| 2019 | Mondiali paralimpici    | Dubai | 400 m piani T11 | 5ª        | 1'01"20     |                               |
| 2021 | Giochi paralimpici      | Tokyo | 100 m piani T11 | Oro       | 12"05       | Miglior prestazione personale |
| 2021 | Giochi paralimpici      | Tokyo | 200 m piani T11 | 4ª        | 25"27       | Miglior prestazione personale |
| 2021 | Giochi paralimpici      | Tokyo | 400 m piani T11 | 4ª        | 57"71       | Miglior prestazione personale |